# Multi-Edit
Multi-Edit — текстовый редактор для программистов и простых пользователей. Поддерживает большое количество популярных языков программирования — Delphi, FORTRAN-77, Python, Batch, SQL, Matlab, Tcl, REBOL, ColdFusion, COBOL, DBase, Verilog, C#, ASP, Ada, Aspect, Progress, C/C++, Java, JavaScript, AutoLISP, Modula-2, PERL, HTMLScript, PERLScript, BASIC, Visual Basic, ASM, CSS, PL/SQL, CSV, DataFlex, HTML, VHDL, Scilab и прочие.
Сайт работал до 2021 года. 
По состоянию на август 2022 года веб-сайт Multi-Edit и все его форумы отключены и недоступны.

## Возможности
- встроенный множественный буфер обмена;
- встроенный ftp-клиент;
- поддерживает интеграцию с C++ Builder, Delphi, Microsoft Visual Studio, Oracle SQL, Macromedia ColdFusion и Watcom C/C++.